# ポカラ国際空港
ポカラ国際空港 (ネパール語: पोखरा अन्तर्राष्ट्रिय विमानस्थल, 英語: Pokhara International Airport)は、ネパールのガンダキ州カスキ郡ポカラにある国際空港である。2023年1月1日、プラチャンダ首相が出席し開港記念式典が行われた。

## 概要
ポカラ市内には、1958年に開業したポカラ空港がある。
しかし、滑走路長が1,447メートル、駐機場は最大5機までと狭いため、増加する航空需要には対応できなくなった。
現空港の5km南東にて、1975年より用地取得が行われており、2016年に着工した。建設にあたっては中国輸出入銀行から2億ドルの超低利融資を受け、中工国際工程 (CAMCE)により建設された。
新空港はボーイング737やエアバスA320などのジェット機も離着陸可能であり、空港ターミナルビルには、ネパールの空港としては初めてとなるボーディング・ブリッジが2基、設置された。国際空港として出入国管理設備も設置され、首都カトマンズのトリブバン国際空港、ゴータマ・ブッダ国際空港に続き、ネパールでは3か所目となる国際空港となった。
滑走路30に設置された計器着陸装置(ILS Cat.I)は、2023年2月26日以降に稼働予定であった。
新型コロナウイルス感染症の影響により建設工事、開港は遅れていたが。2023年1月に開業予定となっていた。開港日には、ヒマラヤ航空のエアバスA320も離着陸している。
旧空港となるポカラ空港は、徐々にその機能を新空港に移行していく。

## 就航地
| 航空会社       | 就航地                                                   |
| -------------- | -------------------------------------------------------- |
| ブッダ・エアー | カトマンズ、ネパールガンジ、バラトプル、シッダルタナガル |
| グン航空       | カトマンズ                                               |
| シュリー航空   | カトマンズ                                               |
| イエティ航空   | カトマンズ、ネパールガンジ                               |

2023年1月現在
この他、遊覧飛行便、ヘリコプター便も運航予定である。